# Epicauta pensylvanica
Epicauta pensylvanica là một loài bọ cánh cứng trong họ Meloidae. Loài này được De Geer miêu tả khoa học năm 1775.